# 乌材
乌材（学名：Diospyros eriantha），又名软毛柿、烏材柿、烏材仔、包公樹，为柿科柿属下的一个种，為常綠喬木，原產於中國及東南亞地區。

## 圖片

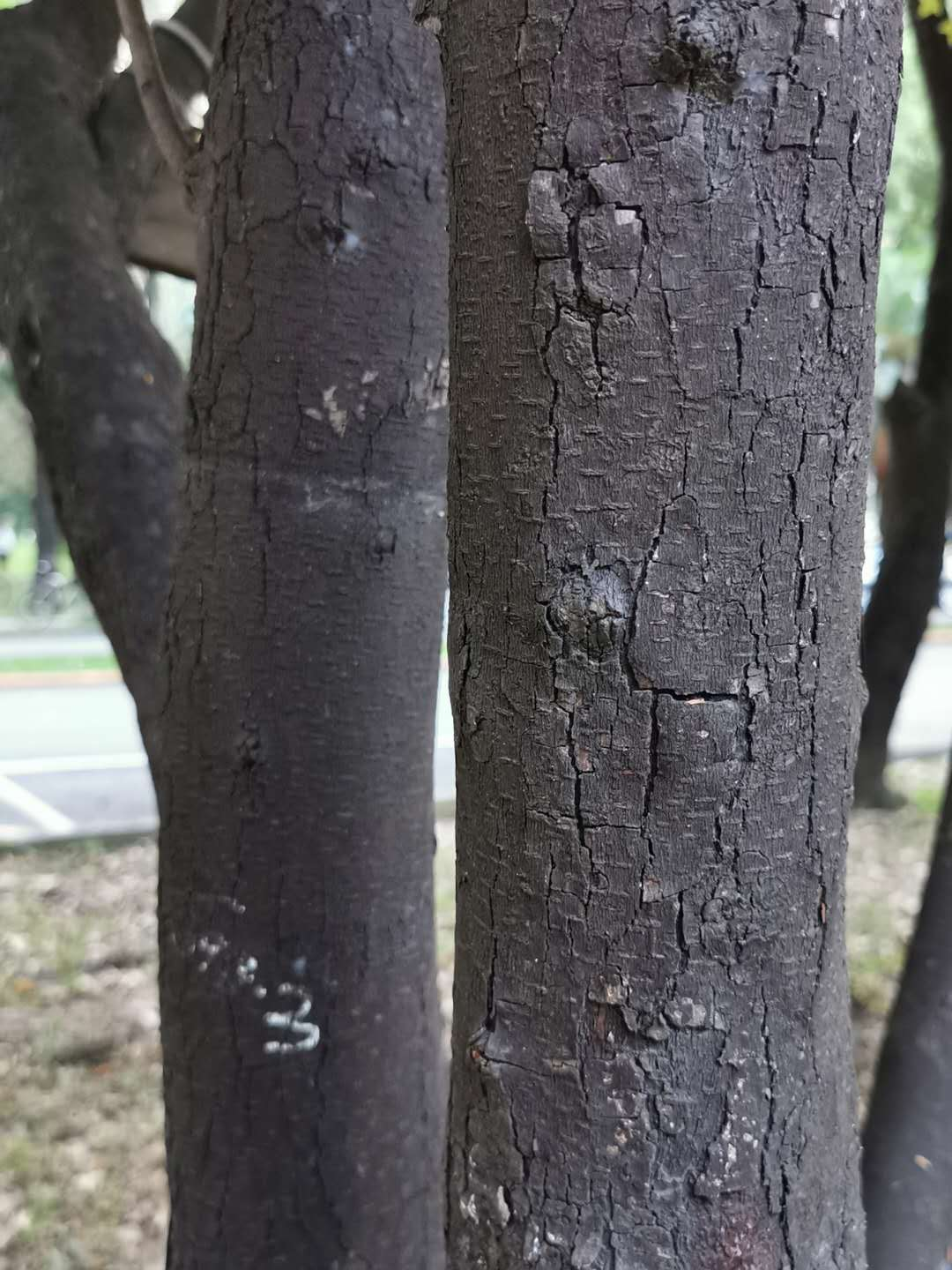
烏材因樹皮烏黑而得名
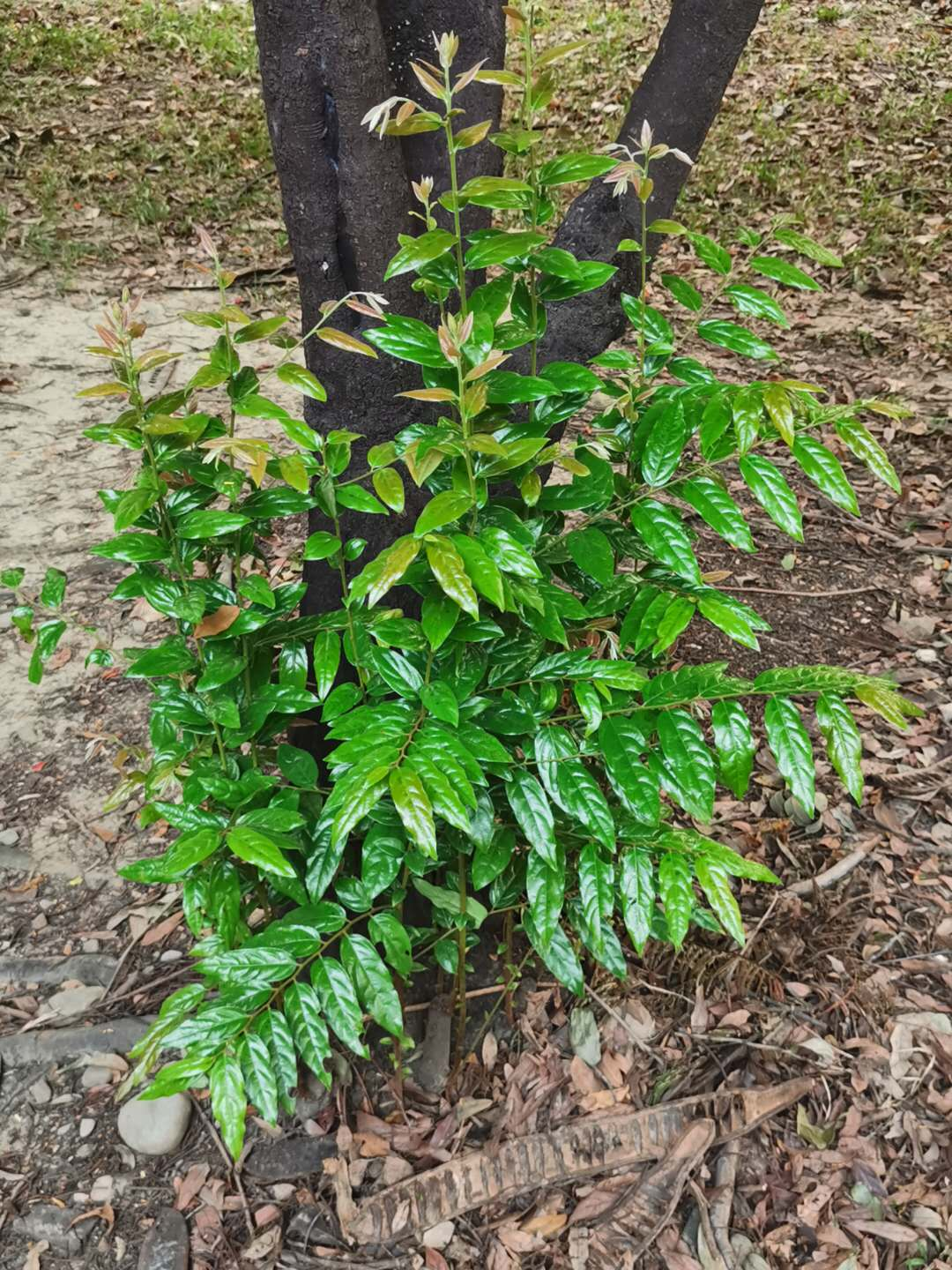
新枝葉
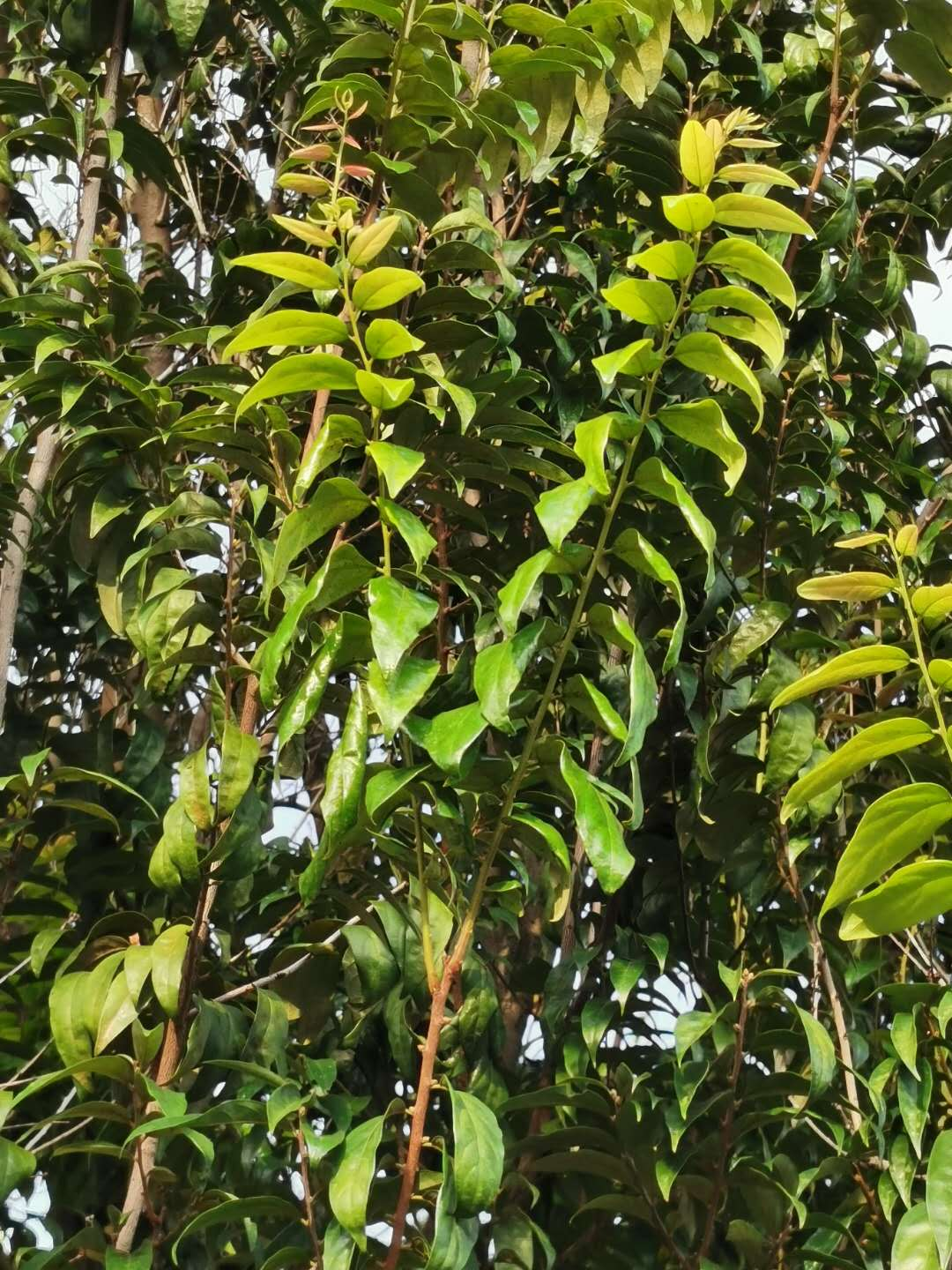
新枝葉
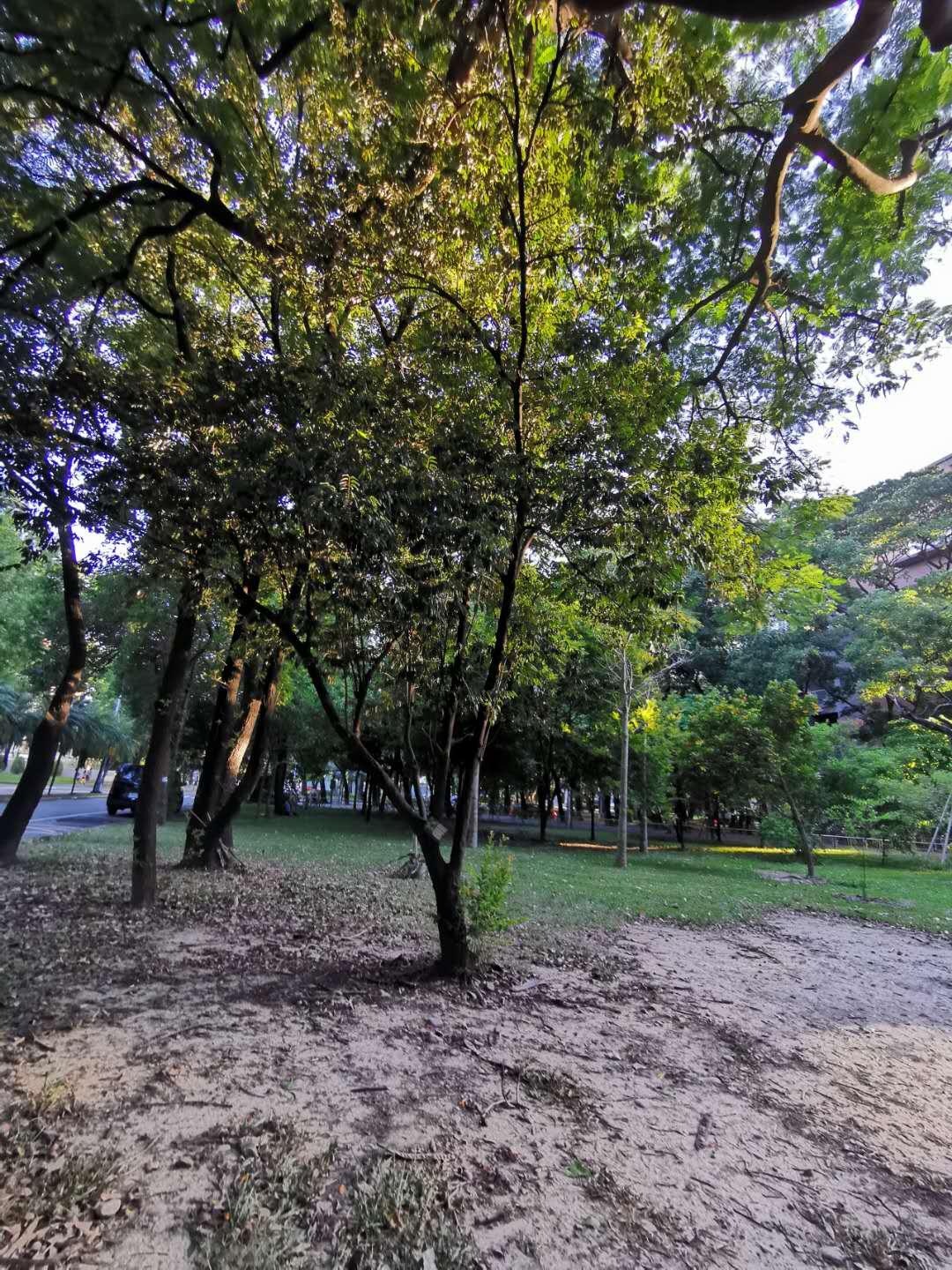
植株